# Rachida Dati

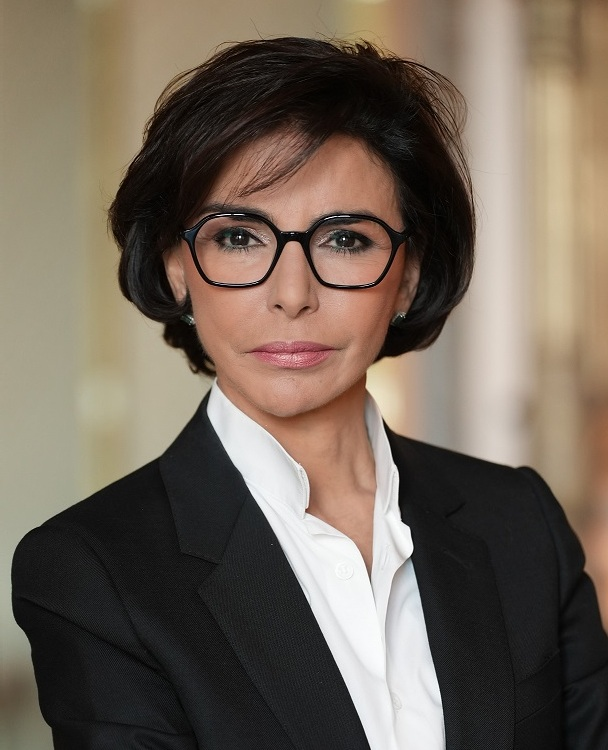
Rachida Dati (2024)

Rachida Dati (Aussprache: [ʁaʃida daˈti]; * 27. November 1965 in Saint-Rémy, Département Saône-et-Loire) ist eine französische Politikerin (parteilos, bis 2024 UMP bzw. Les Républicains). Im Präsidentschaftswahlkampf 2007 war sie Sprecherin des Kandidaten Nicolas Sarkozy, von 2007 bis 2009 Justizministerin in der Regierung von François Fillon. Von 2009 bis 2019 war sie Mitglied des Europäischen Parlaments. Seit 2008 ist sie Bürgermeisterin des 7. Arrondissements von Paris. Von 2020 bis Anfang 2024 war sie außerdem Oppositionsführerin im Pariser Stadtrat. Seit Januar 2024 ist sie Ministerin für Kultur, zunächst im Kabinett Attal, seit September 2024 im Kabinett Barnier, seit Dezember 2024 im Kabinett Bayrou.

## Leben

### Herkunft und Ausbildung
Rachida Dati wuchs als zweitältestes von elf Kindern eines marokkanischen Maurers und einer algerischen Mutter in einer Sozialbausiedlung von Chalon-sur-Saône auf, der größten Stadt des Départements Saône-et-Loire. Dort ging sie auf eine private, vom Karmeliterorden geführte katholische Schule. Um die Familie zu unterstützen, begleitete sie ihre Mutter als Reinigungskraft. Dann arbeitete sie nachts als Hilfsschwester, während sie sich auf das Baccalauréat (Abitur) vorbereitete. 1987 traf sie auf einem Empfang in der algerischen Botschaft den damaligen Justizminister Albin Chalandon. Er verschaffte ihr zur Finanzierung ihres wirtschaftswissenschaftlichen Studiums eine Stelle als Buchhalterin bei Elf Aquitaine, einem damaligen Staatskonzern, den er 1977–1983 als Generaldirektor geleitet hatte.

### Berufliche Laufbahn
Nach dem Studium arbeitete Dati zunächst ab 1990 in der Revision beim Matra-Konzern, sodann 1993 ein Jahr lang in London bei der Europäischen Bank für Wiederaufbau und Entwicklung (EBWE), auch dort in der Revisionsabteilung. Ab 1994 war sie in einer betriebswirtschaftlichen Funktion innerhalb der Abteilung für städtische Entwicklung des französischen Wasserversorgers Lyonnaise des Eaux und als Beraterin der juristischen Abteilung im französischen Bildungsministerium tätig. Auf Anraten der Politikerin Simone Veil absolvierte Dati von 1997 bis 1999 eine Ausbildung an Frankreichs nationaler Hochschule für das Richteramt (École nationale de la magistrature) und arbeitete danach bei der Staatsanwaltschaft in Évry.

### Politische Karriere

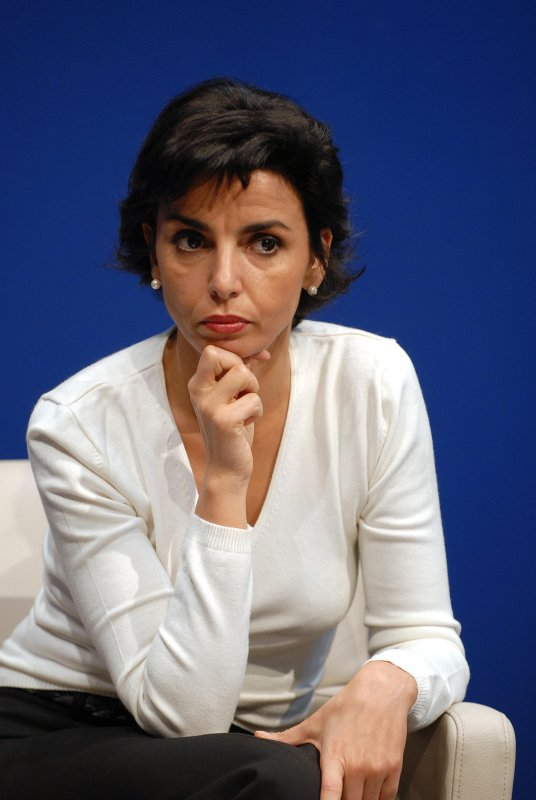
Rachida Dati (2007)

2002 wurde Rachida Dati Mitarbeiterin im Büro des damaligen Innenministers Nicolas Sarkozy, der sie zur Beraterin für Einwanderungsfragen machte. 2006 trat sie seiner Partei bei, der UMP. Als Sarkozy im Januar 2007 seine Präsidentschaftskandidatur bekannt gab, ernannte er sie zur Sprecherin seiner Wahlkampagne. Diese Ernennung geschah auch mit Unterstützung der damaligen Ehefrau Sarkozys, Cécilia Ciganer-Albéniz, die mit Dati befreundet war.
Nach Sarkozys Wahlsieg wurde Dati Justizministerin. Zu diesem Zeitpunkt hatte sie fünf Jahre juristische Berufserfahrung als Untersuchungsrichterin und stellvertretende Staatsanwältin. Dati war damit in Frankreich die erste Person arabischer Herkunft, die einen Ministerposten einnahm – und dies in einer konservativen Regierung:

„La gauche en rêvait, mais c’est la droite qui l’a fait!“

„Die Linke hat davon geträumt, aber die Rechte hats getan!“

Am 6. Juli 2007 trat Datis persönlicher Referent, Michel Dobkine, nach sieben Wochen Amtszeit zurück, vier Tage später verließen drei weitere Untergebene Datis Beraterstab. Insgesamt verließen in den ersten Monaten sieben Amtsträger ihren Stab. Dati wurde im Juni 2009 im Zuge einer Kabinettsumbildung aus der Regierung entlassen.
Nach der Europawahl 2009 war Dati Europaabgeordnete in der Fraktion der Europäischen Volkspartei. Sie war in der Legislaturperiode bis 2014 Mitglied im Ausschuss für Wirtschaft und Währung sowie Delegierte für die Beziehungen zu den Vereinigten Staaten. Von 2009 bis 2011 gehörte sie dem Sonderausschuss zur Finanz-, Wirtschafts- und Sozialkrise an. Nach ihrer Wiederwahl 2014 saß sie bis zu ihrem Ausscheiden aus dem Europäischen Parlament 2019 im Ausschuss für bürgerliche Freiheiten, Justiz und Inneres und war Delegierte für die Beziehungen zu den Maschrik-Ländern sowie in der Parlamentarischen Versammlung der Union für den Mittelmeerraum.
Dati ist seit 2008 Bürgermeisterin des 7. Arrondissements von Paris. Sie bewarb sich um die Kandidatur des bürgerlichen Lagers für das Amt der Pariser Bürgermeisterin 2014, zog sich jedoch im April 2013 zugunsten ihrer Parteikollegin Nathalie Kosciusko-Morizet zurück. Diese sei „von den Medien und vom System“ bereits zur Kandidatin der UMP gekürt worden. Bei den Bürgermeisterwahlen siegte Anne Hidalgo von der sozialistischen Partei.
Bei der Kommunalwahl 2020 war Dati die Kandidatin von Les Républicains (LR, neuer Name der UMP) und verbündeter Mitte-Rechts-Parteien für das Bürgermeisteramt von Paris. Ihre Liste Engagés pour changer Paris (Engagiert um Paris zu verändern) kam auf 22,7 % im ersten und 34,3 % im zweiten Wahlgang. Damit unterlag sie der Amtsinhaberin Hidalgo. Dati wurde aber als Bezirksbürgermeisterin des 7. Arrondissements bestätigt. Als Vorsitzende der Mitte-rechts-Fraktion Changer Paris (Républicains, Centristes et Indépendants) war sie zudem bis 2024 Oppositionsführerin im Conseil de Paris (Stadtrat).
Am 11. Januar 2024 wurde sie als Nachfolgerin von Rima Abdul Malak als Kulturministerin im Kabinett Attal nominiert, woraufhin LR ihren Parteiausschluss ankündigte. In dem nach den vorgezogenen Parlamentswahlen 2024 gebildeten Kabinett des neuen Premierministers Michel Barnier (LR) erhielt sie erneut das Kulturressort.

### Kontroversen

#### Verbindungen zu Katar
2007 nahm Rachida Dati wegen ihres letztlich nicht verwirklichten Vorhabens zur Einrichtung eines Auslandscampus der École nationale de la magistrature (ENM) in Doha Kontakte zur Regierung von Katar auf. Dieser Plan wurde in den französischen Medien als Zeichen einer zu engen Verbindung der französischen Justizminsterin mit dem Generalstaatsanwalt von Katar, Ali Bin Fetais Al-Marri, kritisiert. Als Bürgermeisterin des 7. Pariser Arrondissements plante Dati 2015 einen «Club des ambassadeurs» («Club der Botschafter») als Treffpunkt für die zahlreichen ausländischen Diplomaten, die im 7. Arrondissement leben. Um ihr Vorhaben zu finanzieren, soll sie den katarischen Botschafter in Frankreich, Meshaal al Thani, um 400.000 € gebeten haben, was dieser jedoch abgelehnt habe Rachida Dati war jedoch weiterhin bestrebt, gute Beziehungen zu Katar aufzubauen und laut Medienberichten habe sie Nicolas Sarkozy deshalb gebeten, bei Al Thani für sie eine Einladung zum Doha Forum 2016 zu erwirken. Recherchen des französischen online-Mediums Blast im Jahr 2024 sprechen dafür, dass Rachida Dati im Auftrag von Vertretern Katars tätig wurde, insbesondere für den Arbeitsminister Ali bin Samikh Al Marri, der im Katar-Korruptionsskandal im Europäischen Parlament eine wichtige Rolle spielte.

#### Verbindungen zu Aserbaidschan
Auch wegen ihrer Nähe zur aserbaidschanischen Regierung wurde Dati in französischen Medien kritisiert. Sie gehörte dem Verwaltungsrat der Association des Amis de l'Azerbaïdjan (AAA) an, die als wichtiges Organ der „Kaviar-Diplomatie“ in Frankreich gilt. Zudem wurde über gute Kontakte Datis zur aserbeidschanischen Vizepräsidentin und Präsidentengattin Mehriban Aliyeva berichtet. Anlässlich seiner Wiederwahl 2013 und 2018 beglückwünschte Dati den aserbeidschanischen Präsidenten Ilham Aliyev, obwohl die Wahlen von der Organisation für wirtschaftliche Zusammenarbeit und Entwicklung (OECD) als undemokratisch eingeschätzt worden waren. Im September 2017 stimmte Dati gegen die Eröffnung einer parlamentarischen Untersuchung zu Bestechungsversuchen der aserbeidschanischen Regierung, insbesondere im Europarat. Bei einem Interview im öffentlich-rechtlichen Fernsehsender France 2 wies sie Fragen zu ihren Verbindungen zur aserbeidschanischen Regierung zurück. Französische Medien warfen Dati vor, sich bei ihren Aktivitäten als Europaabgeordnete für die Interessen Aserbeidschans einzusetzen, insbesondere um Investitionen in erneuerbare Energien zugunsten aserbeidschanischer Gasimporte zu behindern, weshalb andere Europaabgordnete ihr Lobbying für Aserbeidschan vorwarfen. Zwischen 2011 und 2017 reiste Dati fünfmal nach Aserbeidschan, wobei die Kosten teilweise von der aserbeidschanischen Regierung übernommen wurden. Die meldepflichtigen Reisen im April 2011 und im Oktober 2012 wurden dem Europaparlament nicht gemeldet. Nach den Konflikten in Bergkarabach 2016 veteidigte Dati in einer Wortmeldung gegenüber dem französischen Staatspräsidenten die Position Aserbaidschans gegenüber Armenien. Als im Dezember 2020 die republikanische Fraktion in der Assemblée nationale eine Verurteilung der kriegerischen Handlungen in Bergkarabach zur Abstimmung bringen wollte, war Dati darum bemüht, die republikanischen Abgeordneten von einer Zustimmung abzubringen. Im März 2024 bestätigte eine Recherche des Magazins Le Nouvel Observateur, dass Rachida Dati als Europaabgeordnete enge finanzielle Verbindungen zu Aserbaidschan unterhielt.

#### Einsatz für fossile Energien
2013 nahm Dati im Europaparlament wiederholt Stellung zu Fragen der Energieversorgung. Während sie in einer Kolumne der Tageszeitung Les Échos ein Ende der Subventionen für erneuerbare Energien verlangt hatte, weil diese den Wettbewerb mit den fossilen Energien verzerren würden, sprach sie sich zugleich dafür aus, die Diskussion um die Förderung von Schiefergas wieder aufzunehmen. 2015 wurden in einer Ausgabe des Fernsehmagazins Cash Investigation Mutmaßungen über Verbindungen von Dati zum Energiversorger Engie (vormals GDF Suez) angestellt. Eine Recherche des Nouvel Obs und des Fernsehmagazins Complément d'enquête deckte 2025 auf, dass Dati während ihrer Zeit als Europaabgeordnete ungefähr 300.000 € von GDF Suez erhalten und in dieser Zeit zahlreiche wohlwollende Stellungnahmen zum Gassektor abgegeben hatte.

#### Lobbyverdacht zugunsten von Privatunternehmen
Während ihres Mandats als Europaabgeordnete hat Rachida Dati mit mehreren großen Unternehmen zusammengearbeitet.
- zwischen 2009 und 2013 erhielt sie von der Renault Group 900.000 € für rechtliche Beratung der niederländischen Tochtergesellschaft RNBV.[37][38][39]

- zwischen 2012 und 2014 erhielt Rachida Dati einer Veröffentlichung aus dem Jahr 2024 zufolge 300.000 € von AlphaOne Partners, einem britischen Beratungsunternehmen für private und institutionelle Investoren. Im Rahmen einer staatsanwaltlichen Untersuchung im Jahr 2019 wurde bekannt, dass dieses Unternehmen ebenso Geschäftsbeziehungen zu den Energiunternehmen GDF Suez und Total unterhielt wie zur State Oil Company of Azerbaijan Republic (SOCAR), der staatlichen Erdöl- und Erdgasgesellschaft Aserbeidschans, und dass über die Beratungsfirma Lobbyaktivitäten im Europaparlament abgewickelt wurden.[40]
- wie 2024 bekannt wurde, war Dati seit September 2010 als Rechtsanwältin für France Télécom tätig und erhielt dafür in 8 Jahren eine Vergütung von 800.000 €. Offiziell sei sie für Anwaltstätigkeiten bezahlt worden, habe aber Lobbyaktivitäten oder Geschäftsanbahnungen übernommen. Beides ist für Europaabgeordnete nicht zulässig.[41]

Für die bisher bekannt gewordenen Lobbyaktivitäten soll Dati während ihrer Zeit im Europaparlament schätzungsweise etwa 2 Millionen Euro erhalten haben.

#### Ermittlungen der Justiz
Die französische Justiz ermittelte, ob und wenn ja, welche rechtsanwaltlichen Leistungen durch Dati während ihrer Zeit als Europaabgeordnete tatsächlich erbracht wurden. In einer 2009 mit Carlos Ghosn abgeschlossenen Honorarvereinbarung bewertete Dati ihre Leistungen mit 1.000 € pro Stunde bei einer Gesamtberatungsdauer von 300 Stunden pro Jahr (entsprechend zwei Monaten Vollzeittätigkeit). Gemäß dieser Vereinbarung sollte sie dafür «zur Festlegung der Geschäftspolitik zur Expansion besonders in den Ländern des Mittleren Ostens und des Maghreb beitragen.» Die neue Geschäftsleitung von Renault-Nissan, auf die die Ermittlungen der Justiz zurückgehen, gab dagegen an, dass «eine wirkliche Arbeitsleistung der Beraterin nicht nachweisbar» sei und sprach den Verdacht aus, dass der ehemalige Vorstandsvorsitzende Ghosn seine Position genutzt habe, um politisch ihm Nahestehende zu begünstigen.
Nachdem Dati im Rahmen der Ermittlungen bereits 2020 zum „témoin assisté“ erklärt worden war, wurde im Juli 2021 schließlich ein Ermittlungsverfahren gegen sie wegen Bestechlichkeit («corruption passive par personne investie d'un mandat électif public au sein d'une organisation internationale») und missbräuchlicher Einflussnahme («trafic d'influence passif» und «recel d'abus de pouvoir») eröffnet. Dati beklagte in der Öffentlichkeit Justizmissbrauch und bestritt jegliche Unregelmäßigkeiten. Mehrfach legte sie Widerspruch wegen Verjährung ein, was jedoch jeweils abgewiesen wurde, in letzter Instanz durch die Cour de cassation im Oktober 2024.
Am 15. November 2024 klagte der Parquet national financier Dati wegen Bestechlichkeit und missbräuchlicher Einflussnahme an.
Ende Juli 2025 klagte die Staatsanwaltschaft Paris sie aufgrund des Renault-Skandals wegen Verdachts der Korruption an.

### Persönliches
Am 2. Januar 2009 brachte Dati ihre Tochter zur Welt. Besonderes Aufsehen erregte, dass sie den Namen des Vaters nicht nennen wollte. „Mein Privatleben ist kompliziert“, sagte die seit 1992 geschiedene Dati dazu. Weil sie als marokkanische Staatsangehörige eine uneheliche Tochter hat, eröffnete Adil Fathi, der stellvertretende Strafankläger von König Mohammed VI., im Jahr 2012 in Marokko ein Ermittlungsverfahren gegen sie. Für „unrechtmäßigen Geschlechtsverkehr zwischen Personen unterschiedlichen Geschlechts, die nicht durch die Ehe vereint sind“ sieht das marokkanische Strafgesetzbuch eine Freiheitsstrafe von einem Monat bis zu einem Jahr vor.
Ab Oktober 2012 wurde die Frage der Vaterschaft erneut in den Medien diskutiert. Im Dezember 2012 ordnete das Zivilgericht von Versailles auf Betreiben Datis einen Vaterschaftstest des Unternehmers und Kasinobesitzers Dominique Desseigne an. Er verweigerte ihn, worauf das Gericht ihn am 7. Oktober 2014 zur Zahlung von Alimenten für das Kind in Höhe von monatlich 2500 Euro verurteilte.

### Werke
- Je vous fais juges. Entretien avec Claude Askolovitch. 2007, ISBN 978-2-246-73401-7.
- Fille de M'Barek et de Fatim Zohra, ministre de la justice. 2011, ISBN 978-2-84563-431-2.

### Biografien
- Lionel Cottu: Rachida Dati: une ambition française. Biographie. 2007, ISBN 978-2-7540-0587-6.
- Jean-Claude Gawsewitch: Rachida Dati: Et si on parlait de vous. 2008, ISBN 978-2-35013-151-1.
- Michaël Darmon et Yves Derai: Belle-Amie. 2009, ISBN 2-35417-042-4.
- Jacqueline Rémy: Du rimmel et des larmes. 2009, ISBN 978-2-02-099303-6.

## Filme
- Taly Jaoui, Antoine Vitkine: Rachida Dati, Aufstieg und Fall einer Ikone. TV (45’). 2009.